# São José das Matas
São José das Matas, anteriormente denominada Quoxe ou Coxe, é uma comuna angolana. Pertence ao município dos Dembos, na província do Bengo.